# Trzpiennik sosnowiec
Trzpiennik sosnowiec (Sirex noctilio) – owad z rodziny trzpiennikowatych, szkodnik drewna. Przedstawiciele tej rodziny charakteryzują się dużymi rozmiarami ciała i często “osowatym” wyglądem.

## Opis
Samiec trzpiennika osiąga od 10 do 30 mm długości. Jego głowa i tułów są koloru czarnego z niebieskawym połyskiem. Odwłok natomiast jest koloru miodowego wraz z czarnym zakończeniem. Samice są nieco większe od samców i dorastają od 17 do 32 mm. Głowa, tułów i odwłok samic są w kolorze czarnym z fioletowym połyskiem, pokładełko jest dość krótkie. Głowa trzpiennika jest okrągła, pokryta dość długimi włosami. Czułki składają się z dwudziestu członów o barwie czarnej.

## Występowanie
Trzpiennik sosnowiec występuje w całej Europie, Syberii i Mongolii. Został zawleczony również do Australii i Nowej Zelandii. W naszym klimacie najczęściej spotykany w drewnie sosnowym. Trzpienniki sosnowe preferują głównie drzewa osłabione, obumierające, uszkodzone mechanicznie i przede wszystkim świeżo ścięte. W tych miejscach można je spotkać latem.

## Znaczenie
Samice składają jaja do otworów w drewnie na głębokości około 10 mm. W tym czasie wprowadza również do drewna zarodniki grzybów, które rozkładają je czyniąc go lepszą pożywka dla larw. Larwy drążą długie chodniki w drewnie, powodując duże zniszczenia wpływające znacznie na obniżenie parametrów technicznych.
Do pierwotnego porażenia drewna dochodzi prawie wyłącznie na etapie tartacznym podczas przygotowywania i składowania elementów, z których budujemy później dachy. Do wtórnego zasiedlenia dochodzi już na poddaszu podczas rójki osobników z pierwszego pokolenia.